# UNIKOM Medaille
UNIKOM was een vredesmissie van de Verenigde Naties in Gedemilitariseerde zone tussen Irak en Koeweit. De afkorting UNIKOM staat voor "Opération des Nations Unies au Mozambique". Zoals gebruikelijk stichtte de secretaris-generaal van de Verenigde Naties een van de Medailles voor Vredesmissies van de Verenigde Naties voor de deelnemers. Deze UNIKOM Medaille wordt aan militairen en politieagenten verleend.